# Torre Canavese
Torre Canavese (La Tor Bèr in piemontese) è un comune italiano di 610 abitanti della città metropolitana di Torino in Piemonte.
Il paese è situato lungo le pendici di una collina morenica, in una posizione panoramica con vista su Bairo e guarda la piana verso Castellamonte. Il comune fa parte del sito di interesse comunitario (codice: IT1110047) Scarmagno - Torre Canavese (morena destra d'Ivrea).

## Storia
La zona morenica sulla quale è posto il paese era già abitata nell'età del bronzo come testimoniano alcuni reperti venuti alla luce nelle vicine torbiere. I romani occuparono la zona dopo la guerra vittoriosa contro i Salassi (143 a.C.), tribù dei Galli installata nel Canavese.  Risale all'epoca romana l'edificazione di una torre al bivio tra la strada romea ed una seconda strada che portava in Valchiusella: da essa il paese ha tratto il proprio nome.
Nella parte più alta del paese è posto un castello la cui edificazione risale ai tempi di Re Arduino: il secondogenito di Arduino, Guidone (?-1037), visse nel castello sino al 1018, quando fu eletto Marchese d'Ivrea.

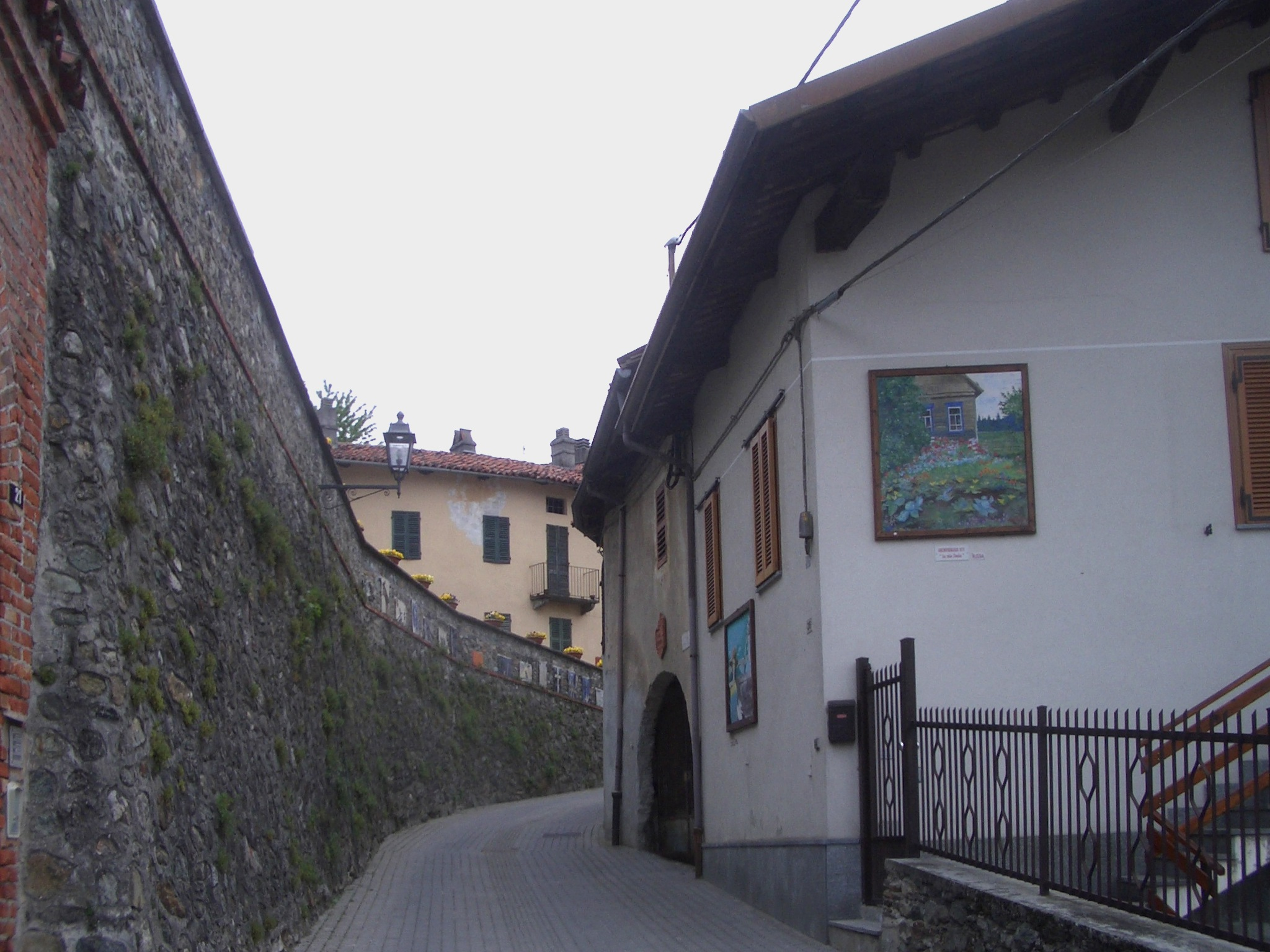
La strada che sale verso il castello

Il paese è citato per la prima volta in un documento dell'XI secolo dove compare col nome di Turre Canepitii; a quel tempo esso già apparteneva al feudo dei conti di San Martino, famiglia nobiliare che ha segnato ampiamente le vicende storiche del Canavese. 

Si è conservata la torre del ricetto, con la porta che consentiva di accedere alla parte fortificata attorno al castello destinata alla custodia dei beni della comunità ed alla difesa in caso di attacco nemico.
La reggenza del feudo fu tenuta per secoli dai conti di San Martino, vassalli di Casa Savoia. Ad uno dei cadetti di tale dinastia si deve la costruzione, verso la metà del XVI secolo di una dimora nobiliare, detta il Palazzo, che si erge nei pressi del castello.
Il comune aveva il nominativo di Torre di Bairo (da cui deriva il nome piemontese La Tur ad Ber oggi detta solo più La Tur).
Nel 1929 il comune di Torre fu unito a quello di Bairo (confinante), assumendo il nominativo unico per entrambi di Bairo.
Il 30 maggio 1955 fu stabilito con un decreto che dal 1º luglio dello stesso anno Torre tornasse a essere a un comune autonomo, con la denominazione di Torre Bairo.
 Infine il 2 agosto 1961 mutò il nome in "Torre Canavese".

### Simboli
Lo stemma e il gonfalone del comune sono stati concessi con decreto del presidente della Repubblica del 21 settembre 2011.
Il gonfalone è un drappo di bianco.

## Un paese per l'arte

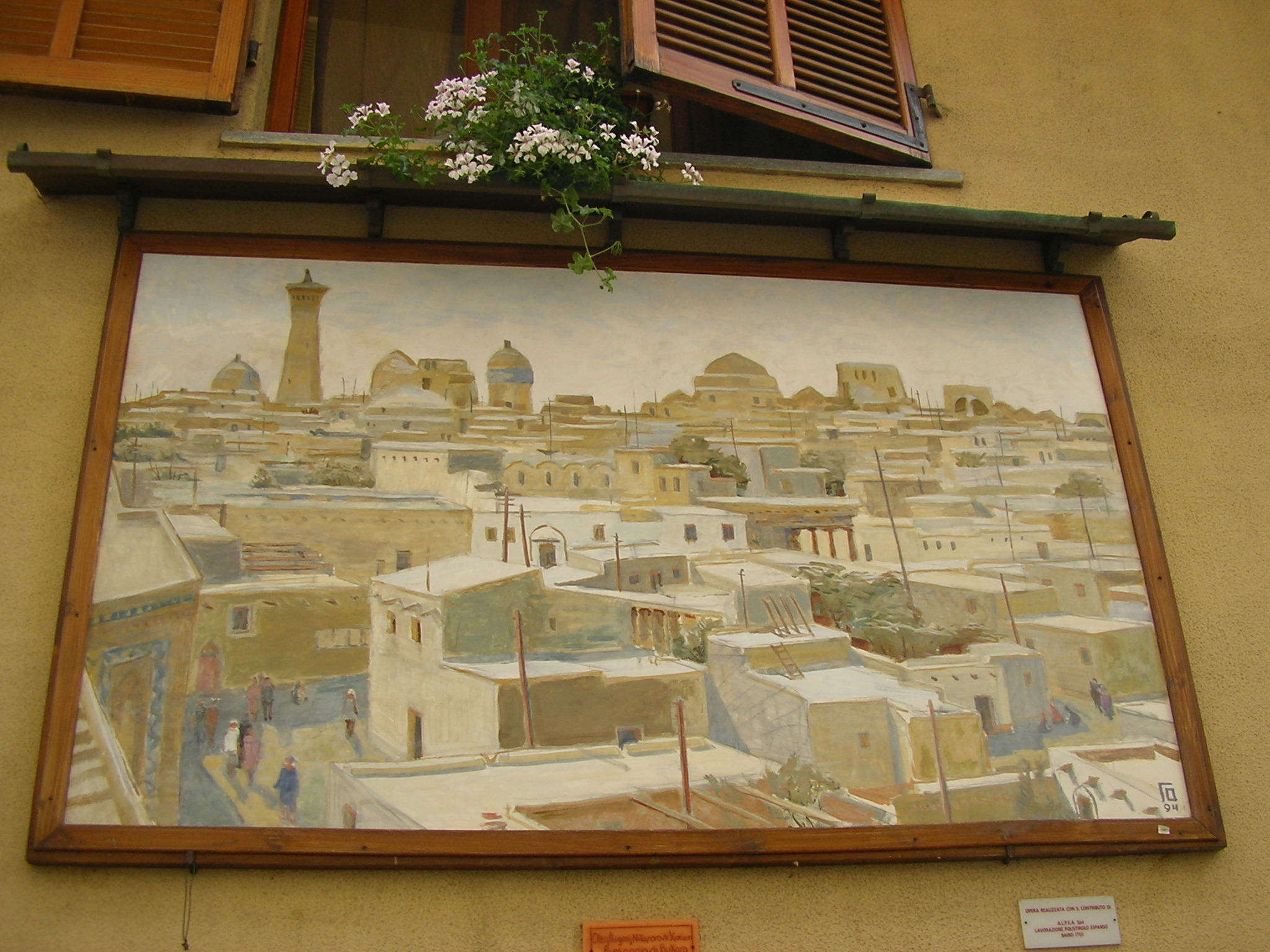
Dipinto russo sui muri di Torre Canavese

Oggi il castello, che ha subito nel tempo progressive trasformazioni e ammodernamenti, è proprietà degli eredi dell'antiquario e mercante d'arte Marco Datrino, deceduto nel marzo 2021.
 
Alla sua iniziativa si devono una serie di manifestazioni e mostre prestigiose che hanno dato notorietà al paese.
Citiamo per tutte la mostra del 1993 "Tesori del Kremlino" nella quale sono stati esposti preziosi tesori mai usciti prima dalla Russia e le fortunate mostre "Pittura russa del Museo di Kiev" e sull’"Arte sovietica". 
 
L'esito di tali mostre e dei legami stabiliti, per loro mezzo, con una numerosa rappresentanza di artisti della ex Unione Sovietica ha portato alla iniziativa, condivisa dalla amministrazione, di abbellire il paese con pannelli dipinti che realizzano, nello scenario suggestivo delle vie che partendo da Piazza Olivetti salgono al ricetto medievale, una sorta di museo en plein air. Sono presenti anche opere di alcuni artisti canavesani.
Il paese si offre come attrattiva turistica anche in virtù della sua capacità di valorizzare le proprie memorie storiche (si contano ben sei chiese, alcune di origine molto antica) e della cura per l'arredo urbano nonché per i numerosi percorsi nei dintorni per escursioni a piedi o in bicicletta.
 È presente anche una piccola pinacoteca intitolata a Raisa Gorbačëva.
A Torre Canavese nel 2009 lo scenografo Massimo Antonello Geleng ha creato un parco a tema cinematografico chiamato Viassa Felliniana e dedicato al regista Federico Fellini.

## Società

### Evoluzione demografica
Abitanti censiti

## Amministrazione

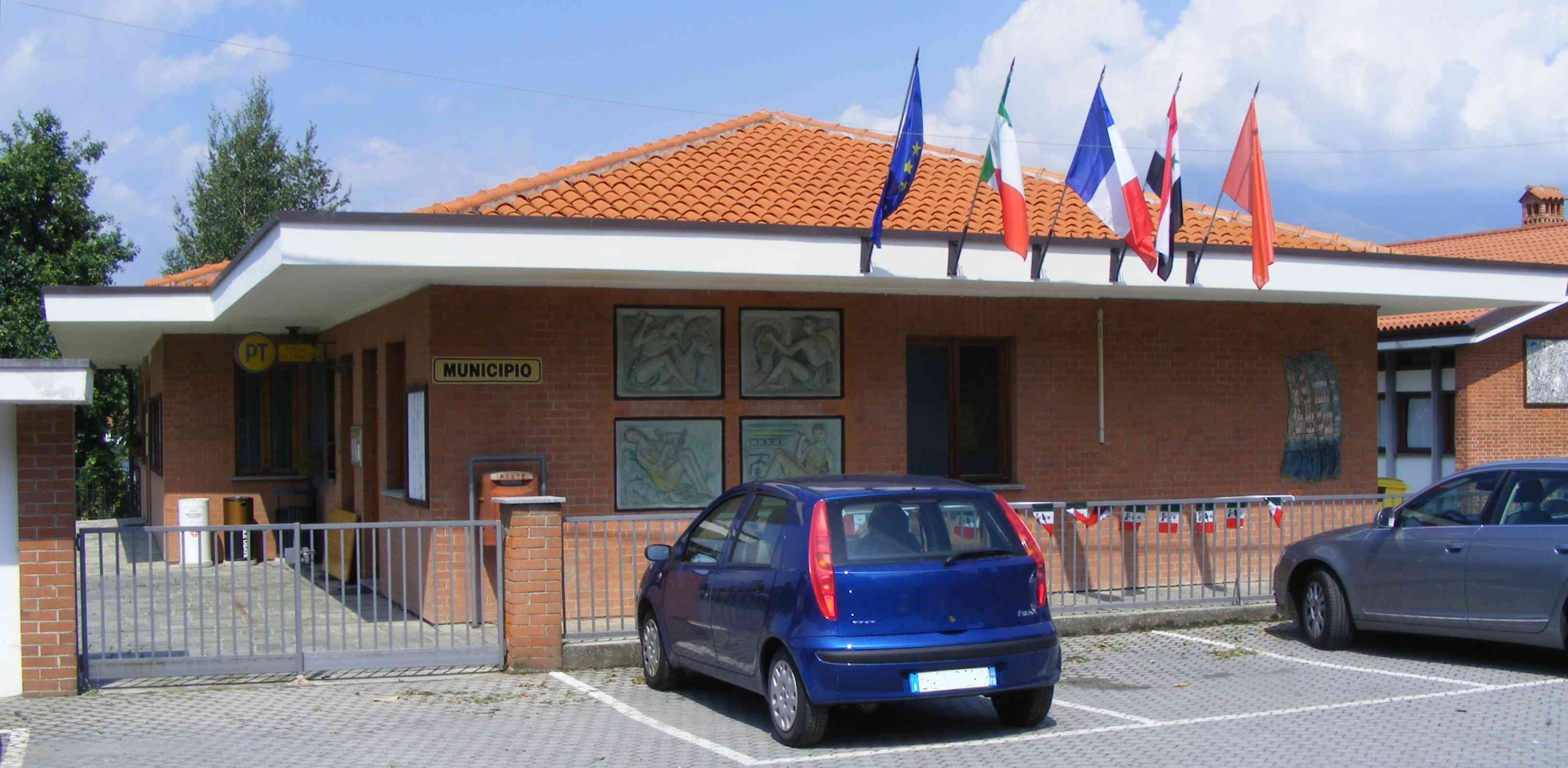
Il municipio

Di seguito è presentata una tabella relativa alle amministrazioni che si sono succedute in questo comune.
| Periodo        | Periodo          | Primo cittadino                   | Partito                                | Carica  | Note   |
| -------------- | ---------------- | --------------------------------- | -------------------------------------- | ------- | ------ |
| 1º luglio 1985 | 18 maggio 1990   | Aldo Barello                      | lista civica                           | Sindaco | [ 10 ] |
| 18 maggio 1990 | 24 aprile 1995   | Aldo Barello                      | Partito Socialista Italiano            | Sindaco | [ 10 ] |
| 24 aprile 1995 | 17 novembre 1995 | Aldo Barello                      |                                        | Sindaco | [ 10 ] |
| 10 giugno 1996 | 17 aprile 2000   | Elio Silvio Giovanni Guglielmetti | centro-sinistra                        | Sindaco | [ 10 ] |
| 17 aprile 2000 | 5 aprile 2005    | Elio Silvio Giovanni Guglielmetti | centro                                 | Sindaco | [ 10 ] |
| 5 aprile 2005  | 30 marzo 2010    | Pietro Bertinetto                 | lista civica                           | Sindaco | [ 10 ] |
| 30 marzo 2010  | 1º giugno 2015   | Pietro Bertinetto                 | centro                                 | Sindaco | [ 10 ] |
| 1º giugno 2015 | in carica        | Gian Piero Cavallo                | lista civica: suoni antichi idee nuove | Sindaco | [ 10 ] |

## Galleria d'immagini

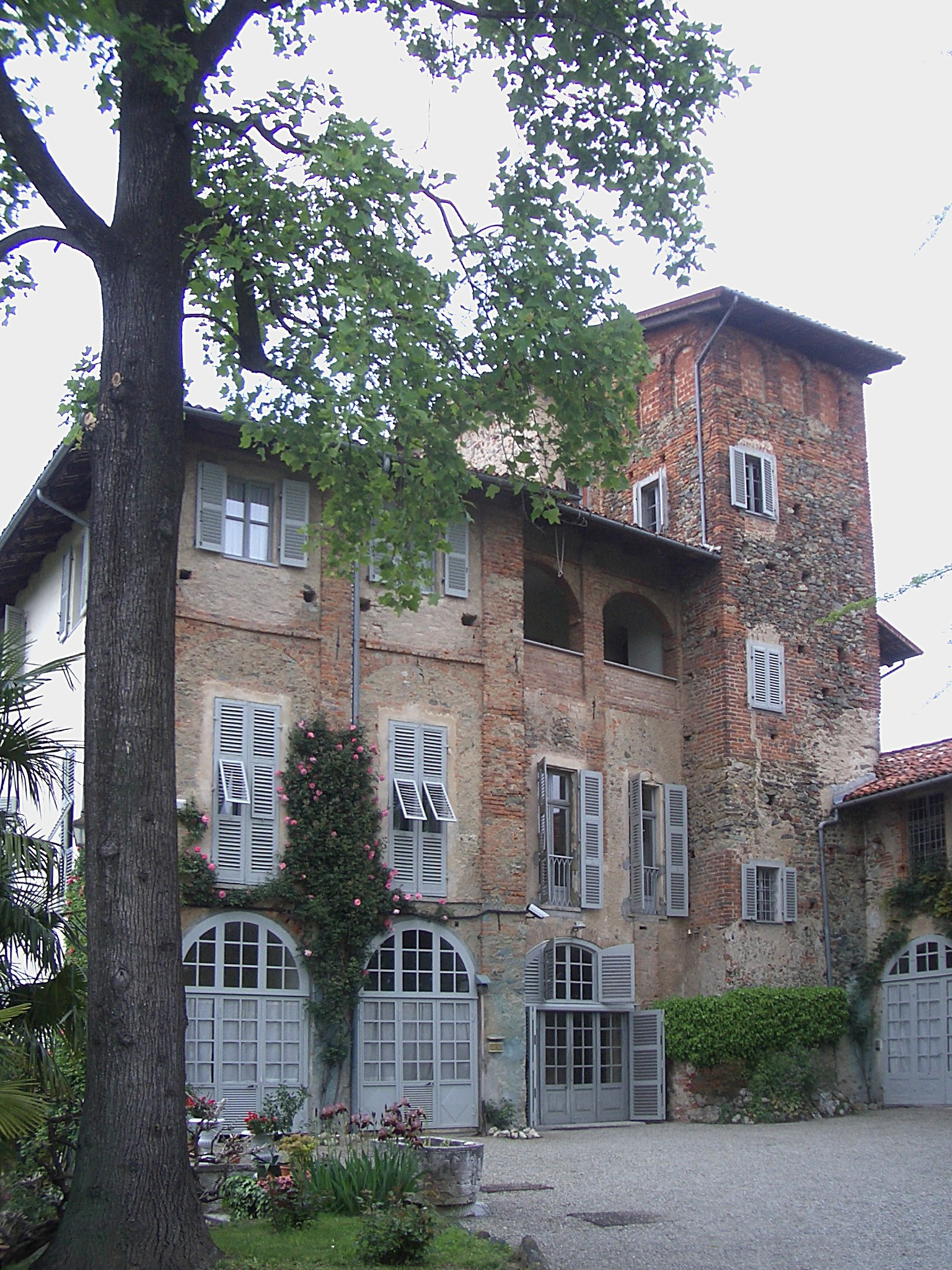
Veduta del castello
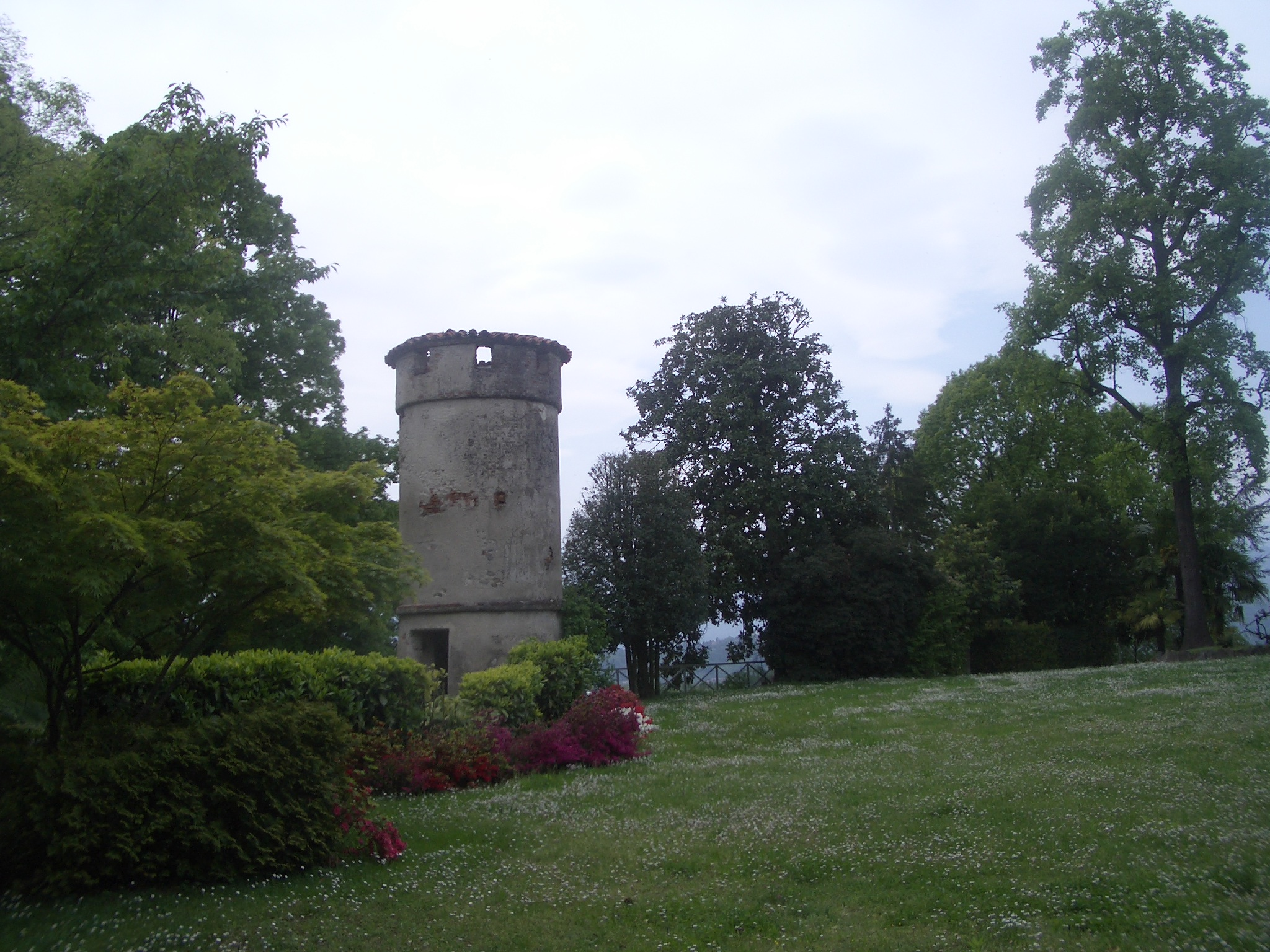
Parco del castello e torre romana
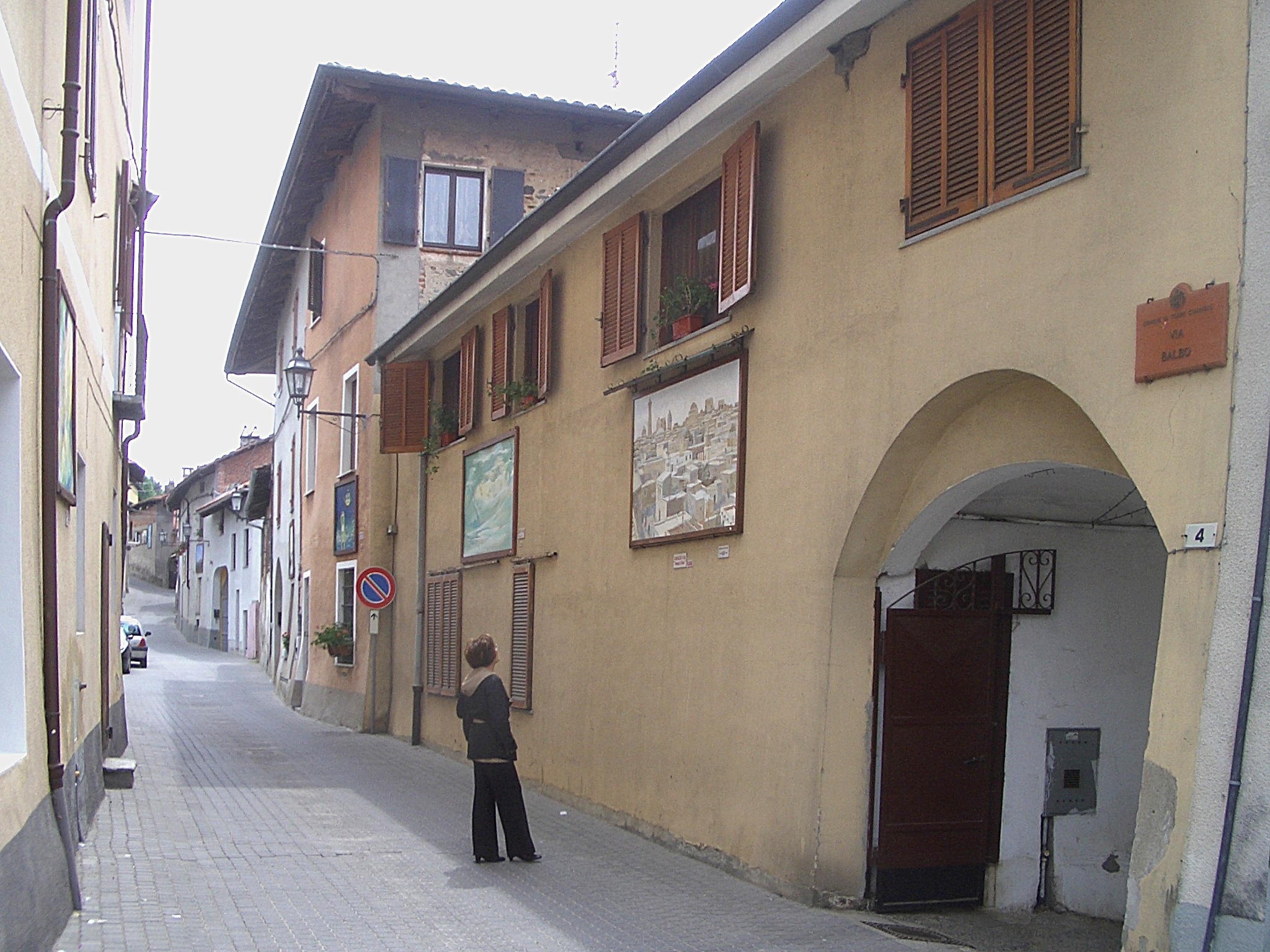
Via Balbo e i pannelli dipinti
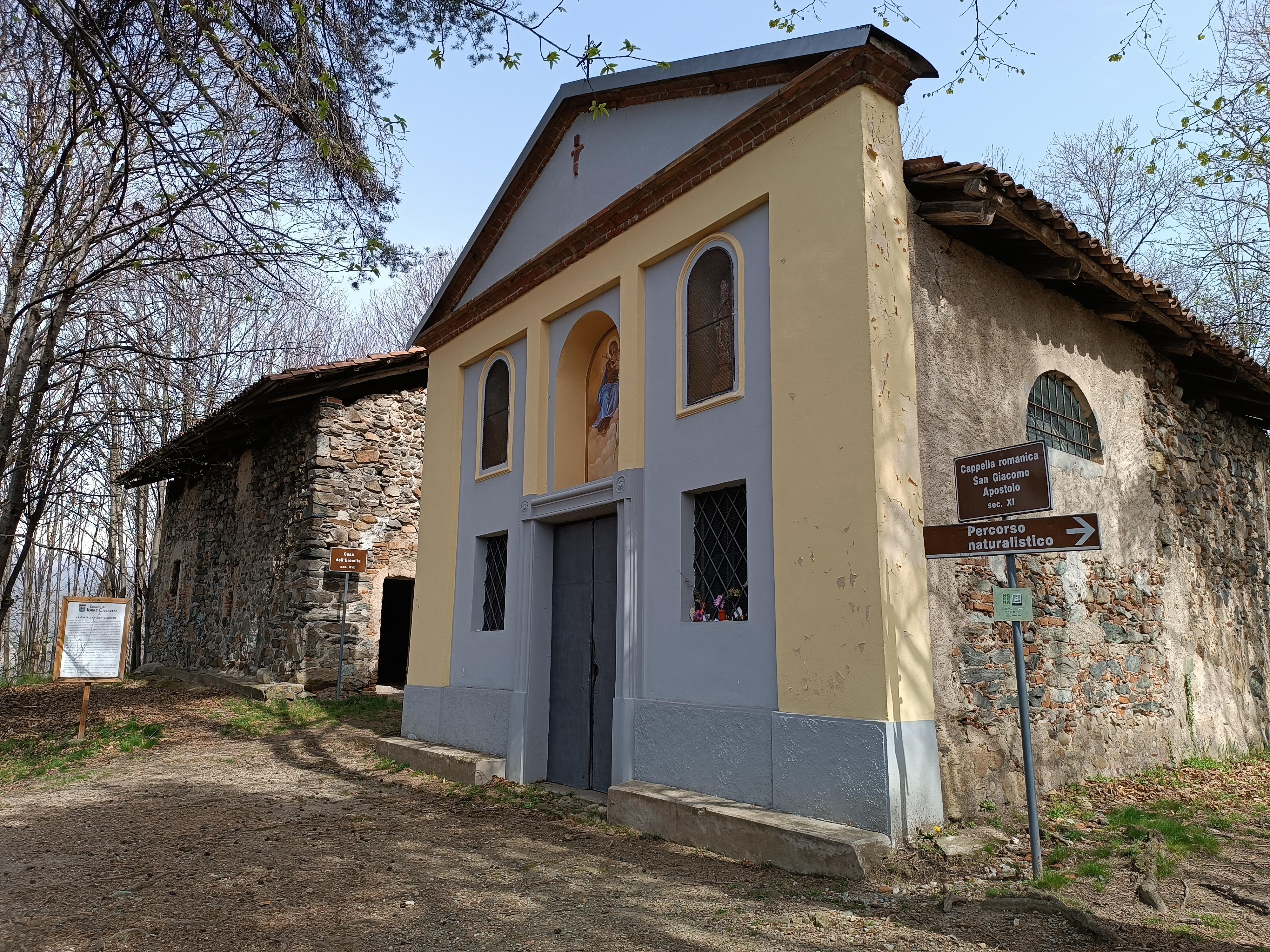
Cappella di San Giacomo sulle colline sovrastanti Torre Canavese